# Under the Radar (Little Feat)
Under the Radar è il dodicesimo album in studio del gruppo musicale statunitense Little Feat, pubblicato nel 1998.

## Tracce
1. Home Ground – 4:07
2. Eden's Wall – 6:33
3. A Distant Thunder – 5:36
4. Hoy Hoy – 4:08
5. Under The Radar – 7:14
6. Vale Of Tears – 6:11
7. Loco Motives – 5:16
8. Ferocious Morning – 6:06
9. Voiceless Territory (Intro to Falling Through the Worlds) – 0:49
10. Falling Through the Worlds – 5:55
11. The Blues Don't Tell It All – 6:14
12. I Got Happiness – 4:32
13. Calling The Children Home – 7:51

## Formazione
- Paul Barrère – voce, chitarra, dobro, dulcimer, armonica
- Sam Clayton – percussioni, cori
- Kenny Gradney – basso, cori
- Richie Hayward – batteria, cori
- Shaun Murphy – voce, tamburello
- Bill Payne – tastiera, voce
- Fred Tackett – chitarra, dobro, tromba, cori